# Paguristes turgidus
Paguristes turgidus är en kräftdjursart som först beskrevs av William Stimpson 1856.  Paguristes turgidus ingår i släktet Paguristes och familjen Diogenidae. Inga underarter finns listade i Catalogue of Life.